# Martinskirche (Eberdingen)

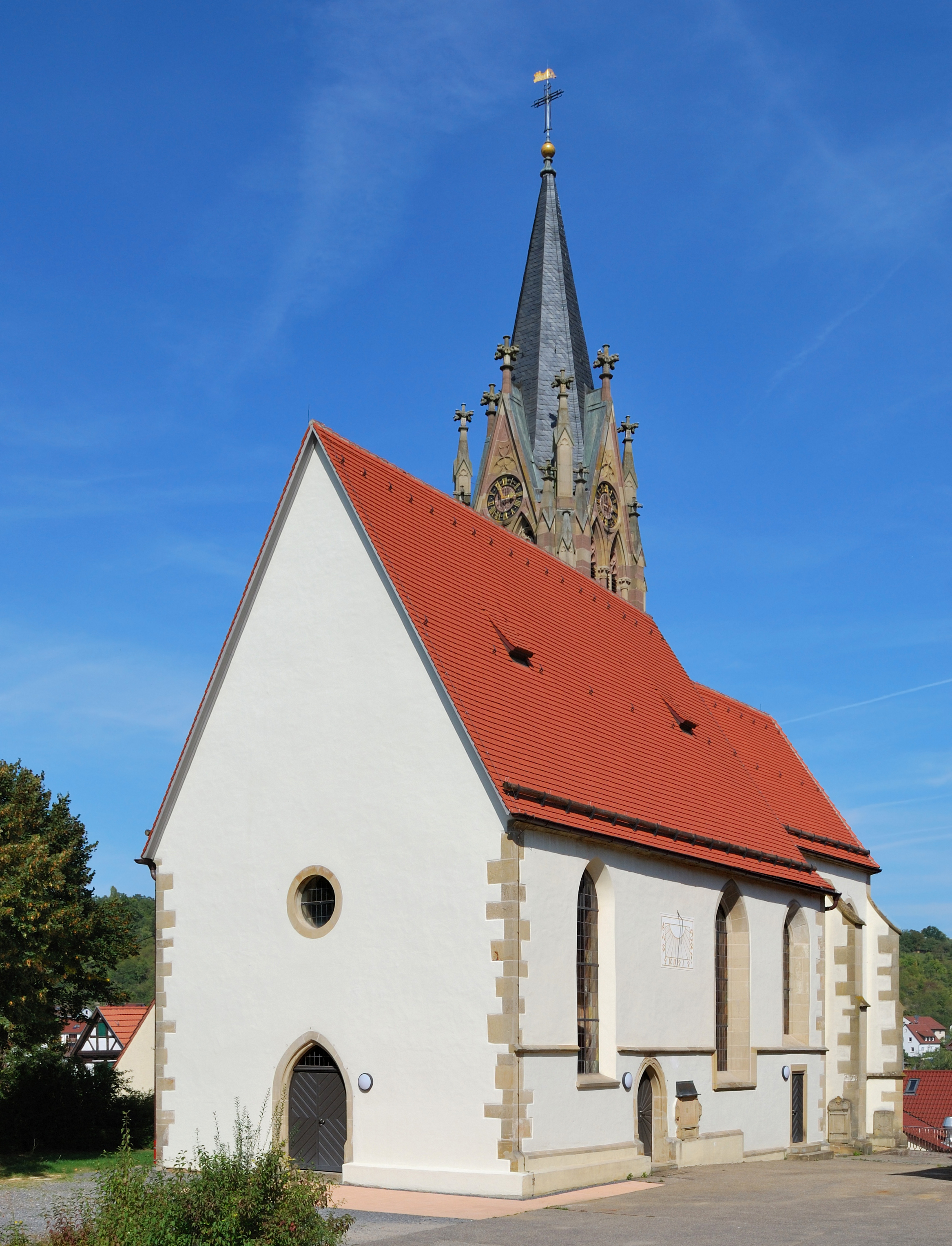
Martinskirche in Eberdingen

Die evangelische Martinskirche ist ein geschütztes Kulturdenkmal nach dem Denkmalschutzgesetz. Sie steht in Eberdingen, einer Gemeinde im Landkreis Ludwigsburg in Baden-Württemberg. Die Kirchengemeinde gehört zum Kirchenbezirk Vaihingen-Ditzingen der Evangelischen Landeskirche in Württemberg. Namensgeber der Kirche ist Martin von Tours.

## Beschreibung
Die Saalkirche wurde 1520 erbaut. Sie besteht aus einem Langhaus, einem eingezogenen Chor mit Fünfachtelschluss im Osten und einem Chorflankenturm an seiner Nordwand. Der Chorflankenturm erhielt 1858 nach einem Entwurf von Christian Friedrich von Leins einen neugotischen Aufsatz, der an den Ecken mit Fialen verziert ist. Hinter den als Biforien gestalteten Klangarkaden verbirgt sich der Glockenstuhl, in dem zwei Kirchenglocken hängen.
Der Innenraum des Langhauses ist mit einem Netzgewölbe auf Konsolen überspannt. Die Schlusssteine tragen das Steinmetzzeichen von Hans Buß. Zur Kirchenausstattung gehört die Darstellung einer Auferstehung Jesu Christi, die Jeremias Schwartz zugeschrieben wird. Die Orgel wurde 1966 von Richard Rensch gebaut.